# اکوادال (کارولینای شمالی)
اکوادال (به انگلیسی: Aquadale) شهری در ایالت کارولینای شمالی کشور ایالات متحده آمریکا است که جمعیت آن در سرشماری سال ۲۰۱۰ میلادی، ۳۹۷ نفر بوده‌است.